# Chỉ số tích lũy/phân phối
Chỉ số tích lũy/phân phối là một chỉ báo phân tích kỹ thuật nhằm mục đích liên quan giá cả và khối lượng trong thị trường chứng khoán.

## Công thức
{\displaystyle CLV={(close-low)-(high-close) \over high-low}}
Hệ số này trong khoảng từ -1 khi giá đóng cửa là giá thấp trong thời kỳ, tới +1 khi giá đóng cửa là giá cao. Ví dụ: nếu giá đóng cửa là 3/4 các con đường lên phạm vi thì CLV là 0,5. Chỉ số tích lũy/phân phối bổ sung thêm khối lượng nhân với hệ số CLV, tức là
{\displaystyle accdist=accdist_{prev}+volume\times CLV}
Điểm khởi đầu cho tổng tích lũy/phân phối, tức là điểm số không, là tùy ý, chỉ có hình dạng của chỉ báo kết quả được sử dụng, không phải là mức thực tế của tổng số.
Tên tích lũy/phân phối xuất phát từ ý tưởng rằng trong quá trình tích lũy những người mua giữ kiểm soát và giá sẽ được đẩy lên thông qua thời kỳ, hoặc sẽ làm một sự phục hồi nếu bán xuống, trong cả hai trường hợp kết thúc của thời kỳ gần với giá cao hơn là giá thấp là thường xuyên hơn. Điều ngược lại áp dụng trong quá trình phân phối.
Chỉ số tích lũy/phân phối tương tự như khối lượng cân bằng, nhưng chỉ số tích lũy/phân phối dựa trên giá đóng cửa trong phạm vi của thời kỳ, thay vì close-to-close lên hoặc xuống mà khối lượng cân bằng sử dụng.

## Dao động Chaikin
Một dao động Chaikin được hình thành bằng cách trừ trung bình động hàm mũ 10 thời kỳ khỏi một trung bình động hàm mũ 3 thời kỳ của Chỉ số tích lũy/phân phối. Là một chỉ báo của chỉ báo, nó có thể cung cấp các tín hiệu bán hoặc mua khác nhau, tùy thuộc vào bối cảnh và các chỉ báo khác.

## Các chỉ báo tương tự
Các chỉ báo Giá × Lượng khác:
- Chỉ số dòng tiền
- Khối lượng cân bằng
- Xu hướng giá và lượng